# Saison 2019-2020 de la Jeunesse sportive de Kabylie
Maillots
Chronologie
Saison précédente Saison suivante
La saison 2019-2020 de la Jeunesse sportive de Kabylie est la 51e saison consécutive du club en première division algérienne. Le club sort d'une saison où il obtient une deuxième place en championnat directement qualificative pour la Ligue des Champions.
La saison s'arrête en mars 2020, à la suite de la pandémie de Covid-19, le classement est figé et la JSK se qualifie pour la Coupe de la confédération 2020-2021.

## Ligue des champions de la CAF
| Match     | Tour              | Club       | Aller | Total | Retour        | Club        | Match     |
| --------- | ----------------- | ---------- | ----- | ----- | ------------- | ----------- | --------- |
| 173 (101) | Tour préliminaire | JS Kabylie | 1-0   | 3-3   | 2-3           | Al Merreikh | 174 (102) |
| 175 (103) | Premier tour      | JS Kabylie | 2-0   | 2-2   | 0-2 (5-3 tab) | Horoya AC   | 176 (104) |

- Phase de poules (Groupe D).

| Match     | Tour                          | Club            | Score | Club            |
| --------- | ----------------------------- | --------------- | ----- | --------------- |
| 177 (105) | Phase de poules, 1er journée  | JS Kabylie      | 1-0   | AS Vita Club    |
| 178 (106) | Phase de poules, 2eme journée | ES Tunis        | 1-0   | JS Kabylie      |
| 179 (107) | Phase de poules, 3eme journée | Raja Casablanca | 2-0   | JS Kabylie      |
| 180 (108) | Phase de poules, 4eme journée | JS Kabylie      | 0-0   | Raja Casablanca |
| 181 (109) | Phase de poules, 5eme journée | AS Vita Club    | 4-1   | JS Kabylie      |
| 182 (110) | Phase de poules, 6eme journée | JS Kabylie      | 1-0   | ES Tunis        |

- Classement du Groupe D.

| R | Club            | J | V | N | D | bp | bc | diff | pts | pays                                           |
| - | --------------- | - | - | - | - | -- | -- | ---- | --- | ---------------------------------------------- |
| 1 | ES Tunis        | 6 | 3 | 2 | 1 | 7  | 3  | +4   | 11  | Drapeau de la Tunisie                          |
| 2 | Raja Casablanca | 6 | 3 | 2 | 1 | 6  | 4  | +2   | 11  | Drapeau du Maroc                               |
| 3 | JS Kabylie      | 6 | 2 | 1 | 3 | 3  | 7  | -4   | 7   |                                                |
| 4 | AS Vita Club    | 6 | 1 | 1 | 4 | 4  | 6  | -2   | 4   | Drapeau de la république démocratique du Congo |

## Buteurs
| Joueurs                  | Championnat | Coupe d'Algérie | Ligue des champions de la CAF | Total |
| ------------------------ | ----------- | --------------- | ----------------------------- | ----- |
| Hamza Banouh             | 4           | 0               | 3                             | 7     |
| Rezki Hamroune           | 4           | 0               | 2                             | 6     |
| Rédha Bensayah           | 5           | 0               | 1                             | 6     |
| Abdelwahid Belgherbi     | 4           | 0               | 0                             | 4     |
| Toufik Addadi            | 1           | 0               | 2                             | 3     |
| Walid Bencherifa         | 2           | 0               | 0                             | 2     |
| Nabil Saâdou             | 1           | 0               | 0                             | 1     |
| Badreddine Sayoud        | 1           | 0               | 0                             | 1     |
| Racim Mebarki            | 1           | 0               | 0                             | 1     |
| Juba Oukaci              | 1           | 0               | 0                             | 1     |
| Abdessamad Bounoua       | 1           | 0               | 0                             | 1     |
| Massinissa Tafni         | 1           | 0               | 0                             | 1     |
| Mohamed Tubal Abdussalam | 1           | 0               | 0                             | 1     |
| Total                    | 27          | 0               | 8                             | 35    |

## Transferts

### Transferts estivaux
| Nom                      | Nationalité | Poste     | Transfert                     | Provenance/Destination | Division    |
| ------------------------ | ----------- | --------- | ----------------------------- | ---------------------- | ----------- |
| Arrivées                 |             |           |                               |                        |             |
| Mohamed Walid Bencherifa | Algérie     | Défenseur | Transfert Libre               | CS Constantine         | Ligue 1     |
| Rédha Bensayah           | Algérie     | Attaquant | Transfert Libre               | JSM Béjaïa             | Ligue 2     |
| Abdessamad Bounoua       | Algérie     | Milieu    | Transfert Libre               | USM Bel-Abbès          | Ligue 1     |
| Ammar El Orfi            | Algérie     | Milieu    | Transfert Libre               | USM Alger              | Ligue 1     |
| Merouane Loucif          | Algérie     | Attaquant | Transfert Libre               | WA Boufarik            | Nationale   |
| Toufik Addadi            | Algérie     | Milieu    | Transfert Libre               | Olympique de Médéa     | Ligue 2     |
| Younes Bouakil           | Algérie     | Milieu    | Transfert Libre               | ASM Oran               | Ligue 2     |
| Hamza Banouh             | Algérie     | Attaquant | Transfert Libre               | ES Sétif               | Ligue 1     |
| Toufik Zeghdane          | Algérie     | Défenseur | Transfert Libre               | CS Sedan               | National 2  |
| Malik Raiah              | Algérie     | Milieu    | Transfert Libre               | NAHD                   | Ligue 1     |
| Masoud Juma              | Kenya       | Attaquant | Transfert Libre               | Al Nasr Benghazi       | Division 1  |
| Ahmed Zaouche            | Algérie     | Attaquant | Premier contrat professionnel | JS Kabylie U21         | Ligue 1     |
| Juba Oukaci              | Algérie     | Attaquant | Premier contrat professionnel | JS Kabylie U21         | Ligue 1     |
| Karam Hamdad             | Algérie     | Gardien   | Premier contrat professionnel | JS Kabylie U21         | Ligue 1     |
| Départs                  |             |           |                               |                        |             |
| Anouar Saidoun           | Algérie     | Gardien   | Transfert Libre               | NC Magra               | Ligue 1     |
| Mohamed Amine Kabari     | Algérie     | Milieu    | Transfert Libre               | DRB Tadjenanet         | Ligue 2     |
| Salim Boukhanchouche     | Algérie     | Milieu    | Transfert Libre               | ES Sahel               | Ligue I Pro |
| Ilyes Chetti             | Algérie     | Défenseur | Transfert Libre               | ES Tunis               | Ligue I Pro |
| Ghiles Belkacemi         | Algérie     | Attaquant | Transfert Libre               | US Beni Douala         | Nationale   |
| Smail Meziane            | Algérie     | Défenseur | Fin de contrat                |                        |             |
| Uche Nwofor              | Nigeria     | Attaquant | Fin de contrat                |                        |             |
| Youcef Dahlal            | Algérie     | Défenseur | Fin de contrat                |                        |             |
| Mouhoub Nait Merabet     | France      | Milieu    | Fin de contrat                |                        |             |
| Mohamed Amine Ouguenoune | Algérie     | Milieu    | Fin de contrat                |                        |             |
| Ahmed Mesbahi            | Algérie     | Attaquant | Fin de contrat                |                        |             |
| Makhlouf Nait Rabah      | Algérie     | Défenseur | Fin de contrat                |                        |             |
| Samy Slama               | Algérie     | Défenseur | Fin de contrat                |                        |             |
| Ramdane Ferguene         | Algérie     | Défenseur | Fin de contrat                |                        |             |
| Kacem Amaouche           | Algérie     | Milieu    | Fin de contrat                |                        |             |
| Karim Ait Idir           | Algérie     | Défenseur | Fin de contrat                |                        |             |
| Taher Benkhelifa         | Algérie     | Milieu    | Fin du prêt                   | Paradou AC             | Ligue 1     |

### Transferts hivernaux
| Nom      | Nationalité | Poste | Transfert | Provenance/Destination | Division |
| -------- | ----------- | ----- | --------- | ---------------------- | -------- |
| Arrivées |             |       |           |                        |          |
| Départs  |             |       |           |                        |          |

## Stage et matchs d'avant saison
La reprise de l'entraînement se déroule au mois de juillet.

### Encadrement technique

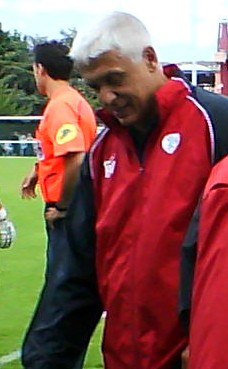
Hubert Velud lors de son passage a l'US Créteil.

L'équipe Kabyle est entraînée par le Français Hubert Velud. Entraîneur de 60 ans, il commence sa carrière à Châlons-en-Champagne en 1989. Il a déjà entraîné en Algérie, notamment l'ES Sétif avec qui il réalise le fameux triplé en 2013 Championnat-Coupe et Supercoupe. Il rejoint ensuite l'USM Alger où il obtient cette fois ci un doublé en gagnant le  championnat et la Supercoupe. Il fait un brève passage au CS Constantine. Concernant le foot international, il est surtout connu pour avoir fait un quadruplé avec le TP Mazembe où il gagne dans un premier temps la Supercoupe de la CAF, la Supercoupe de la RD Congo, le championnat congolais et la Coupe de la confédération. Il est nommé le 11 juin 2019 comme le successeur de Franck Dumas à la tête de l'équipe kabyle.

### Effectif professionnel
Le tableau suivant liste l'effectif professionnel de la JSK pour la saison 2019-2020.

### Joueurs réservistes
Le tableau suivant liste les joueurs sous contrat professionnel évoluant au sein du club pour la saison 2019-2020 et n'entrant pas dans les plans de l'équipe première. Certains poursuivent leur formation dans les différentes équipes réserves du club et d'autres sont en instance de départ (transfert).